# Сарно
Сарно (італ. Sarno) — муніципалітет в Італії, у регіоні Кампанія, провінція Салерно.
Сарно розташоване на відстані близько 220 км на південний схід від Рима, 31 км на схід від Неаполя, 20 км на північний захід від Салерно.
Населення — 31 414 осіб (2014).
Щорічний фестиваль відбувається 8 травня. Покровитель — Архангел Михаїл.

## Демографія
Населення за роками:

Станом на 1 січня 2023 року в муніципалітеті офіційно проживало 2159 іноземців з 53 країн, серед них 214 громадян країн Євросоюзу та 355 громадян України.

## Сусідні муніципалітети
- Кастель-Сан-Джорджо
- Лауро
- Ночера-Інферіоре-
- Пальма-Кампанія
- Куїндічі
- Сан-Валентіно-Торіо-
- Сіано
- Стріано